# Добро вече џезери
„Добро вече џезери” је југословенски музички ТВ филм из 1986. године. Режирао га је Владимир Алексић а сценарио су написали Владимир Алексић и Павле Минчић.

## Улоге
| Глумац            | Улога |
| ----------------- | ----- |
| Даница Максимовић |       |
| Сузана Манчић     |       |
| Павле Минчић      |       |
| Лидија Вукићевић  |       |